# A Kind of Hush
A Kind of Hush è il settimo album in studio del duo musicale-canoro statunitense The Carpenters, pubblicato nel 1976.

## Tracce
Side 1
1. There's a Kind of Hush (Les Reed, Geoff Stephens) – 2:57
2. You (Randy Edelman) – 3:52
3. Sandy (Richard Carpenter, John Bettis) – 3:42
4. Goofus (William Harold, Gus Kahn, Wayne King) – 3:09
5. Can't Smile Without You (Chris Arnold, David Martin, Geoff Morrow) – 3:28

Side 2
1. I Need to Be in Love (Carpenter, John Bettis, Albert Hammond) – 3:47
2. One More Time (Lewis Anderson) – 3:32
3. Boat to Sail (Jackie De Shannon) – 3:31
4. I Have You (Carpenter, John Bettis) – 3:27
5. Breaking Up Is Hard to Do (Neil Sedaka, Howard Greenfield) – 2:35

## Formazione
- Richard Carpenter
- Karen Carpenter

## Classifiche
| Classifica  | Posizione raggiunta |
| ----------- | ------------------- |
| Regno Unito | 3                   |
| Stati Uniti | 33                  |